# Liste von Orgeln in der Reichenberger Region
Diese Liste von Orgeln in der Reichenberger Region umfasst Orgeln der  Reichenberger Region (Liberecký kraj). Sie ist Teil der Liste von Orgeln in Tschechien. Die Liste erhebt keinen Anspruch auf Vollständigkeit.

## Orgeln
Die erste Spalte zeigt den Ort (Stadt, Stadtteil, Gemeinde bzw. Ortsteil) an. Die zweite Spalte gibt das jeweilige Gebäude (Kirche) an, in der sich die Orgel befindet. In der vierten Spalte sind der Erbauer der Orgel (und die Opuszahl des Werks) angeführt. In der sechsten Spalte bezeichnet die römische Zahl die Anzahl der Manuale, ein großes „P“ ein selbstständiges Pedal. Die arabische Zahl gibt die Anzahl der klingenden Register an. Die letzte Spalte bietet Angaben zum Erhaltungszustand sowie Links mit weiterführender Information. 

Anmerkung: Die tschechische Orgel-Datenbank (Varhany Databáze unter www.varhany.net) liefert gute Angaben zur Historie der Orgeln, gibt aber nur wenig Hinweise zum Erhaltungszustand bzw. Verbleib der Orgeln. 
| Ort                                                 | Gebäude                                                                                                | Bild | Orgelbauer                                          | Jahr      | Manuale | Register | Bemerkungen                                                                            |
| --------------------------------------------------- | --- | ---- | --------------------------------------------------- | --------- | ------- | -------- | -------------------------------------------------------------------------------------- |
| Bílý Potok pod Smrkem (Weißbach)                    | Kirche der Heiligen Dreifaltigkeit Weißbach (Kostel Nejsvětější Trojice) (Lage)                        |      | Andreas Schuster & Sohn, Zittau                     | 1891      | I/P     | 6        | [ 1 ]                                                                                  |
| Blíževedly (Bleiswedel)                             | Wenzelskirche Bleiswedel (Kostel sv. Václava Blíževedly) (Lage)                                        |      | Josef Růžička (1874–1968), Prag-Břevnov             | 1923      |         |          | [ 2 ]                                                                                  |
| Bozkov (Boskau)                                     | Kirche Mariä Heimsuchung (Kostel Navštívení Panny Marie) (Lage)                                        |      | Ambrosius Augustin Tauchmann (1728–1809)            | 1763      | II/P    | 21       | [ 3 ]                                                                                  |
| Česká Lípa (Böhmisch Leipa)                         | Allerheiligenkirche Böhmisch Leipa (Bazilika Všech Svatých) (Lage)                                     |      | Gebrüder Feller, Königswald                         | 1850      | II/P    | 23       | [ 4 ] [ 5 ]                                                                            |
| Česká Lípa (Böhmisch Leipa)                         | Kreuzerhöhungs-Kirche (Kostel Povýšení svatého Kříže) (Lage)                                           |      | Heinrich Schiffner, Prag-Smichow                    | 1897      | II/P    | 14       | [ 6 ]                                                                                  |
| Chrastava (Kratzau)                                 | St.-Laurentius-Kirche Kratzau (Kostel sv. Vavřince) (Lage)                                             |      | Josef Prediger (1812–1891), Albrechtsdorf           | 1869      | II/P    | 22       | [ 7 ]                                                                                  |
| Desná (Dessendorf)                                  | Kirche Mariä Himmelfahrt Dessendorf (Kostel Nanebevzetí Panny Marie Desná) (Lage)                      |      | Andreas Schuster & Sohn, Zittau                     | 1896      | I/P     | 8        | [ 8 ]                                                                                  |
| Frýdlant v Čechách (Friedland in Böhmen)            | Kirche der Kreuzfindung Friedland (Kostel Nalezení sv. Kříže) (Lage)                                   |      | Rieger-Kloss, Jägerndorf, Opus 3057                 | 1948      | III/P   | 51 (46)  | [ 9 ]                                                                                  |
| Frýdlant v Čechách (Friedland in Böhmen)            | Christus-Erlöser-Kirche (Kostel Krista Spasitele Frýdlant) (Lage)                                      |      | Andreas Schuster & Sohn, Zittau                     | 1903      | II/P    | 18       | [ 10 ]                                                                                 |
| Frýdlant v Čechách (Friedland in Böhmen)            | Schlosskapelle Friedland (Kaple sv. Anny Zámek Frýdlant) (Lage)                                        |      | Gebrüder Walther Opus 105                           | 1874      | II/P    | 8        | [ 11 ]                                                                                 |
| Hejnice (Haindorf)                                  | Wallfahrtskirche Maria Heimsuchung Haindorf (Bazilika Navštívení Panny Marie) (Lage)                   |      | Gebrüder Rieger, Jägerndorf Opus 2379               | 1929      | II/P    | 41       | [ 12 ]                                                                                 |
| Holany (Hohlen)                                     | Kirche St. Maria Magdalena Hohlen (Kostel sv. Máří Magdalény Holany) (Lage)                            |      | Johann Ferdinand Schwabel, Prag                     | 1732      |         |          | urspr. in der Jesuitenkirche St. Bartholomäus in Prag, im 19. Jh. nach Holany versetzt |
| Horní Branná (Brennei)                              | Nikolauskirche Brennei (Kostel sv. Mikuláše Horní Branná) (Lage)                                       |      | Ambrosius Augustin Tauchmann (1728–1809), Hohenelbe | 1777      | I/P     | 5        | [ 14 ]                                                                                 |
| Horní Police (Oberpolitz)                           | Wallfahrtskirche Mariä Heimsuchung Oberpolitz (Kostel Navštívení Panny Marie) (Lage)                   |      | Vladimír Šlajch (* 1955), Borovany                  | 2019      | II/P    | 17       | [ 15 ]                                                                                 |
| Horní Police (Oberpolitz)                           | Wallfahrtskirche Mariä Heimsuchung Oberpolitz (Kostel Navštívení Panny Marie) (Lage)                   |      | Vladimír Šlajch, Borovany                           | 2010      | I/P     | 4        | Orgelpositiv                                                                           |
| Horní Štěpanice (Ober Stepanitz)                    | Dreifaltigkeitskirche (Kostel Nejsvětější Trojice) (Lage)                                              |      | Jan Tuček (1904–1995), Kuttenberg                   | 1944      | II/P    | 14       | [ 17 ]                                                                                 |
| Hrádek nad Nisou (Grottau in Böhmen)                | Friedenskirche Grottau (Chrám Pakoje Hrádek) (Lage)                                                    |      | Gebrüder Jehmlich, Dresden                          | 1901      | II/P    | 18       | [ 18 ]                                                                                 |
| Jablonné v Podještědí (Deutsch Gabel)               | Basilika St. Laurentius (Bazilika sv. Vavřince Jablonné) (Lage)                                        |      | Heinrich Schiffner, Prag-Smichow                    | 1895      | II/P    | 19       | [ 19 ]                                                                                 |
| Jablonné v Podještědí (Deutsch Gabel)               | Evangelische Kreuzkirche Deutsch Gabel (Evangelický křížový kostel) (Lage)                             |      | unbekannt                                           |           |         |          |                                                                                        |
| Jablonec nad Jizerou (Jablonetz an der Iser)        | Kirche des hl. Prokop (Kostel svatého Prokopa) (Lage)                                                  |      | Josef Gottwald (1731–1800), Staré Buky              | 1787      | II/P    | 13       | [ 20 ]                                                                                 |
| Jablonec nad Nisou (Gablonz an der Neiße)           | Herz-Jesu-Kirche Gablonz (Kostel Nejsvětějšího Srdce Ježíšově) (Lage)                                  |      | Gebrüder Rieger, Jägerndorf                         | 1932      | III/P   | 43 (40)  | [ 21 ] [ 22 ]                                                                          |
| Jablonec nad Nisou (Gablonz an der Neiße)           | Kirche der hl. Anna Gablonz (Kostel svaté Anny Jablonec) (Lage)                                        |      | Vladimír Grygar, Prostějov                          | 2012      | III/P   | 32       | [ 23 ] [ 24 ]                                                                          |
| Jablonec nad Nisou (Gablonz an der Neiße)           | Altkatholische Kreuzkirche Gablonz (Starokatolický kostel Povýšení sv. Kříže) (Lage)                   |      | Andreas Schuster & Sohn, Zittau                     | 1911      | II/P    | 12       | [ 25 ] [ 26 ]                                                                          |
| Jablonec nad Nisou (Gablonz an der Neiße)           | Evangelische Kirche Dr. Farský (Evangelický kostel Dr. Farského) (Lage)                                |      | Andreas Schuster & Sohn, Zittau                     | 1939      | III/P   | 34       | [ 27 ]                                                                                 |
| Jezvé (Neustadtl), OT von Stružnice                 | St.-Laurentius-Kirche Neustadtl (Kostel Sv. Vavřince Jezvé) (Lage)                                     |      | Franz & Antonius Tauchmann                          | 1796      | II/P    | 15       | [ 28 ]                                                                                 |
| Jilemnice (Starkenbach)                             | Laurentiuskirche Starkenbach (Kostel sv. Vavřince Jilemnice) (Lage)                                    |      | Josef Kobrle (1851–1919), Lomnice n. P.             | 1890      | II/P    | 16       | [ 29 ]                                                                                 |
| Krásná (Schumburg), OT von Pěnčín                   | Josefskirche Schumburg (Kostel sv. Josefa Krásná) (Lage)                                               |      | unbekannt                                           |           |         |          |                                                                                        |
| Krompach (Krombach)                                 | Kirche der hl. Vierzehn Nothelfer (Kostel Čtrnácti svatých pomocníků) (Lage)                           |      | Jan Tuček (1842–1913), Kuttenberg                   | 1903      | I/P     | 6        | [ 30 ]                                                                                 |
| Kunratice u Cvikova (Kunnersdorf)                   | Heilig-Kreuz-Kirche (Kostel Povýšení svatého Kříže) (Lage)                                             |      | Franz Feller                                        | 1836      | II/P    | 15       | [ 31 ]                                                                                 |
| Letařovice (Letarschowitz)                          | Jakobskirche (Kostel sv. Jakuba staršího Letařovice) (Lage)                                            |      | Josef Prediger (1812–1891), Albrechtsdorf           | 1876      | I/P     | 9        | [ 32 ]                                                                                 |
| Liberec (Reichenberg)                               | Erzdekanatskirche des hl. Antonius des Großen Reichenberg (Kostel sv. Antonína Velikého) (Lage)        |      | Gebrüder Rieger, Jägerndorf Opus 2440               | 1930      | II/P    | 42       | [ 33 ]                                                                                 |
| Liberec (Reichenberg)                               | Kreuzkirche Reichenberg (Kostel sv. Kříže) (Lage)                                                      |      | Gebrüder Rieger, Jägerndorf                         | 1898      | II/P    | 23       | [ 34 ]                                                                                 |
| Liberec (Reichenberg)                               | Kirche des hl. Bonifatius Hanichen (Kostel sv. Bonifáce Hanychov) (Lage)                               |      | Alexander Schuke, Potsdam Opus 532                  | 1985      | I/P     | 6        | [ 35 ]                                                                                 |
| Lindava (Lindenau), OT von Cvikov                   | Kirche St. Peter und Paul Lindenau (Kostel sv. Petra a Pavla Lindava) (Lage)                           |      | Gebrüder Rieger, Jägerndorf Opus 2629               | 1934      | I/P     |          | [ 36 ]                                                                                 |
| Lomnice nad Popelkou (Lomnitz an der Popelka)       | Nikolauskirche Lomnitz (Kostel sv. Mikuláš Lomnice n. P.) (Lage)                                       |      | Josef Kobrle (1851–1919), Lomnice n. P.             | 1882      | II/P    | 20       | [ 37 ] [ 38 ]                                                                          |
| Nový Bor (Haida)                                    | Dekanatskirche Mariä Himmelfahrt Haida (Kostel Nanebevzeti Panny Marie) (Lage)                         |      | Heinrich Schiffner, Prag-Smichow                    | 1895      | II/P    | 17       | [ 39 ] [ 40 ]                                                                          |
| Nové Město pod Smrkem (Neustadt an der Tafelfichte) | Katharinenkirche Neustadt (Kostel sv. Kateřiny Nové Město p. S.) (Lage)                                |      | Emanuel Štěpán Petr (1852–1930), Prag-Karolinenthal | 1887      | II/P    | 17       | [ 41 ]                                                                                 |
| Příchovice (Przichowitz)                            | Kirche des hl. Veit (Kostel sv. Víta) (Lage)                                                           |      | Josef Prediger (1812–1891), Albrechtsdorf           | 1867      | II/P    | 18       | [ 42 ]                                                                                 |
| Raspenava (Raspenau)                                | Kirche Mariä Himmelfahrt (Lage)                                                                        |      | Heinrich Schiffner, Prag-Smichow                    | 1907      |         |          | [ 43 ]                                                                                 |
| Rochlice (Röchlitz), OT von Liberec                 | Dekanatskirche hl. Johannes der Täufer Röchlitz (Kostel sv. Jana Křtitele Rochlice) (Lage)             |      | Gebrüder Rieger, Jägerndorf                         | 1887      | II/P    | 15       | [ 44 ]                                                                                 |
| Rokytnice nad Jizerou (Rochlitz an der Iser)        | Kirche St. Michael Rochlitz (Kostel sv. Michaela Rokytnice) (Lage)                                     |      | Josef Kobrle (1851–1919), Lomnice n. P.             | 1904      | II/P    | 19       | [ 45 ] [ 46 ]                                                                          |
| Ruprechtice (Ruppertsdorf), OT von Liberec          | Antoniuskirche Ruppertsdorf (Kostel sv. Jakuba Staršího Ruprechtice) (Lage)                            |      | Gebrüder Rieger, Jägerndorf                         | 1910      | II/P    | 17       | [ 47 ]                                                                                 |
| Smržovka (Morchenstern)                             | Kirche des Hl. Erzengel Michael (Kostel sv. Archanděla Michaela Smržovka) (Lage)                       |      | Ambrosius Augustin Tauchmann (1728–1809), Hohenelbe | 1762/1782 | II/P    | 17       | [ 48 ]                                                                                 |
| Tatobity (Tatobit), Okres Semily                    | Laurentiuskirche Tatobit (Kostel sv. Vavřince Tatobity) (Lage)                                         |      | Josef Kobrle, Lomnice nad Popelkou                  | 1896      |         |          | [ 49 ]                                                                                 |
| Turnov (Turnau)                                     | Kirche Mariä Geburt Turnau (Kostel Narození Panny Marie Turnov) (Lage)                                 |      | Josef Prediger (1812–1891), Albrechtsdorf           | 1863      |         |          | [ 50 ]                                                                                 |
| Turnov (Turnau)                                     | Schloss Groß Rohosetz (Dreifaltigkeitskapelle) (Zámek Hrubý Rohozec, Kaple Nejsvětější Trojice) (Lage) |      | unbekannt                                           | 17. Jh.   | II/P    | 11       | [ 51 ]                                                                                 |
| Železný Brod (Eisenbrod)                            | Dekanatskirche St. Jakobus Eisenbrod (Kostel svatého Jakuba Většího) (Lage)                            |      | Bohumil Žloutek st. (1903–1978), Zásada Opus 3      | 1950      | II/P    | 30       | [ 53 ]                                                                                 |